# Weissfluhjoch
Weissfluhjoch är en bergstopp i Schweiz. Den ligger i regionen Prättigau/Davos och kantonen Graubünden, i den östra delen av landet. Toppen på Weissfluhjoch är 2 693 meter över havet.
Den högsta punkten i närheten är Weissfluh, 2 834 meter över havet, 1,1 km väster om Weissfluhjoch. Närmaste större samhälle är Davos, 4,0 km sydost om Weissfluhjoch.
I omgivningarna runt Weissfluhjoch föekommer i huvudsak kala bergstoppar.